# Stéphane Tissot
Stéphane Tissot (Bonneville, 30 maggio 1979) è un ex sciatore alpino francese specialista dello slalom speciale.
È fratello di Maxime, a sua volta sciatore alpino di alto livello.

## Biografia
Slalomista puro originario di Megève e attivo in gare FIS dal gennaio del 1995, Tissot esordì in Coppa Europa il 7 marzo 1997 a Les Arcs (25º) e in Coppa del Mondo il 10 dicembre 2001 sul difficile tracciato della 3-Tre di Madonna di Campiglio, piazzandosi 11º. In Coppa Europa ottenne il primo podio il 14 dicembre 2001 a Obereggen (2º) e la prima vittoria l'11 febbraio 2002 a Sappada. Nel 2005 partecipò ai Mondiali di Bormio/Santa Caterina Valfurva, sua unica presenza iridata (10º), e conquistò la seconda e ultima vittoria in Coppa Europa, nonché ultimo podio, il 1º marzo a Madesimo.
Il 4 dicembre dello stesso anno conquistò il primo podio in Coppa del Mondo, 2º a Beaver Creek alle spalle dell'italiano Giorgio Rocca; in quella stagione 2005-2006 partecipò anche ai suoi unici Giochi olimpici invernali, Torino 2006, senza concludere la prova, e ottenne il secondo e ultimo podio in Coppa del Mondo, il 18 marzo sulle nevi di Åre in Svezia, arrivando 2º alle spalle dello sciatore di casa Markus Larsson. Prese per l'ultima volta il via in Coppa del Mondo il 31 gennaio 2010 a Kranjska Gora, senza completare la gara, e si ritirò al termine di quella stessa stagione; la sua ultima gara fu lo slalom speciale FIS disputato il 28 marzo a La Molina, vinto da Tissot.

## Palmarès

### Coppa del Mondo
- Miglior piazzamento in classifica generale: 24º nel 2006
- 2 podi (entrambi in slalom speciale):
  - 2 secondi posti

### Coppa Europa
- Miglior piazzamento in classifica generale: 10º nel 2002
- Vincitore della classifica di slalom speciale nel 2002
- 6 podi:
  - 2 vittorie
  - 3 secondi posti
  - 1 terzo posto

#### Coppa Europa - vittorie
| Data             | Località | Paese  | Specialità |
| ---------------- | -------- | ------ | ---------- |
| 11 febbraio 2002 | Sappada  | Italia | SL         |
| 1º marzo 2005    | Madesimo | Italia | SL         |

Legenda:

SL = slalom speciale

### Nor-Am Cup
- Miglior piazzamento in classifica generale: 45º nel 2007
- 1 podio:
  - 1 secondo posto

### Campionati francesi
- 4 medaglie[2]:
  - 2 ori (slalom speciale nel 2002; slalom speciale nel 2005)
  - 1 argento (slalom speciale nel 2003)
  - 1 bronzo (slalom speciale nel 2004)